# Macomb County
Macomb County is een county in de Amerikaanse staat Michigan.
De county heeft een landoppervlakte van 1.244 km² en telt 788.149 inwoners (volkstelling 2000). De hoofdplaats is Mount Clemens.